# Kwiat promienisty

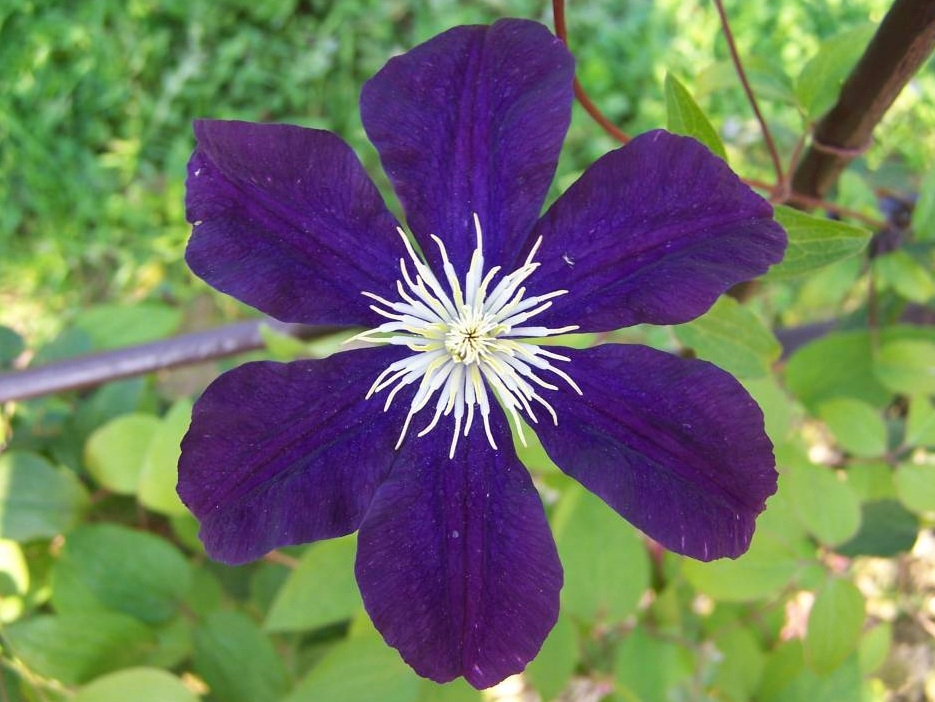
Promienisty kwiat powojnika

Promienisty kwiat Nymphea tetragona

Kwiat promienisty (ang. actinomorphic, łac. radiatus, actinomorphus) – kwiat posiadający dwie lub więcej płaszczyzn symetrii. 
Jest to najstarszy ewolucyjnie typ budowy kwiatów. W rodzinie astrowatych jego odmianą są tzw. kwiaty rurkowe. Botanicy dla opisania  budowy kwiatów promienistych używają narysu kwiatowego lub wzoru kwiatowego.